# Srednji ikozakronski heksekontaeder
| Srednji ikozakronski heksekontaeder     | Srednji ikozakronski heksekontaeder                   |
| --------------------------------------- | ----------------------------------------------------- |
|                                         |                                                       |
| Vrsta                                   | zvezdni polieder                                      |
| Elementi                                | F = 60, E = 120, V =44 ({\displaystyle \chi \,} =-16) |
| Grupa simetrije                         | Ih, [5,3], *532                                       |
| Sklici                                  | DU44                                                  |
| ikozidodekadodekaeder (dualni polieder) |                                                       |

Srednji ikozakronski heksekontaeder je v geometriji nekonveksen izoederski polieder. Je dualno telo uniformnega ikozidodekadodekaedra.

## Vir
- Wenninger, Magnus (1983), Dual Models, Cambridge University Press, ISBN 978-0-521-54325-5, MR730208